# Бувресс, Жак
Жак Флавьен Альбер Бернар Мари Бувресс (фр. Jacques Flavien Albert Bernard Marie Bouveresse; 20 августа 1940, Эпенуа, департамент Ду, Бургундия — Франш-Конте — 9 мая 2021, Париж) — французский философ, известный, в частности, своими трудами о философской концепции Людвига Витгенштейна и его роли в аналитическом и континентальном философском дискурсе. В своих трудах Бувресс нередко критиковал тезисы таких французских философов, как Мишель Фуко, Жан-Франсуа Лиотар и Жак Деррида, а также концепцию американца Ричарда Рорти.

## Биография
Жак Бувресс родился в коммуне Эпенуа (департамент Ду, регион Бургундия — Франш-Конте) в крестьянской семье. Закончил среднее образование в семинарии Безансона, а затем два года готовился к бакалавриату по философии и схоластического богословия в Фаверне (департамент Верхняя Сона). Посещал подготовительные курсы литературоведения в лицее Лаканаль в Со, а в 1961 году поступил в Высшую нормальную школу в Париже, где впоследствии защитил диссертацию на тему «Миф внутреннего. Опыт, значение и частный язык у Витгенштейна» (Le mythe de l’intériorité. Expérience, signification et langage privé chez Wittgenstein). Ещё в 1960-е годы Бувресс начал изучать тексты философов англо-американской аналитической школы, что было по крайней мере столь же необычно в его среде, как и его внимание к творчеству австрийского писателя Роберта Музиля. Из-за своих аналитических интересов Бувресс посещал лекции Жюля Вюймена и Жиля Гастона Гранже, которые в то время были почти единственными, кто занимался подобными темами во Франции. С обоими философами у Бувресса завязалась крепкая дружба.
С 1966 до 1969 год Бувресс читал курсы логики в Сорбонне; с 1969 до 1971 года был преподавателем на философском факультете Университета Париж I. Затем до 1975 года работал в Национальном центре научных исследований (Centre National de la Recherche Scientifique); до 1979 снова преподавал в Парижском университете, где работал до 1983 года. После этого в очередной раз вернулся в столицу Франции и до 1995 года занимал должность профессора парижского университета I. С 1995 года занимал кафедру философии языка и гносеологии в Коллеж де Франс. С 1994 года Бувресс стал полноправным членом Европейской академии.
Выступал критиком французской «литературной» философии, пропагандируя рационалистические направления, в частности, наследие эпохи Просвещения и австрийской школы. Бувресс интенсивно занимался философской концепцией Людвига Витгенштейна, творчеством Роберта Музиля и Карла Крауса. Тематически он занимался, в частности, философией науки, философией религии, гносеологией, философией математики, философией языка и аналитической философией. Написал несколько критических текстов о новой философии. Его вклад в пропагандирование идей Витгенштейна Франсуа Шмитц, французский биограф австрийского философа, описал следующим образом: «Жак Бувресс, который более других способствовал распространению витгенштейновской философии во Франции, в настоящее время является профессором Коллеж де Франс и занимает видное место в ареопаге великих мыслителей, снискавших всеобщий почёт».